# Deifikacja
Deifikacja (łac. deificatio; deus „bóg”, facere „czynić”) – ubóstwienie, przypisanie cech boskich temu, co bogiem nie jest, a następnie uprawienie kultu ubóstwionej istoty lub rzeczy.
W mistycyzmie pojęcie to związane jest m.in. z przebóstwieniem.

## Odmiany
- Antropolatria – uprawienie kultu, oddawanie czci wobec ludzi
- Apoteoza – antropolatria wobec założycieli albo przywódców religijnych lub innych wybitnych osobistości czy autorytetów (najsławniejszym przykładem jest osoba Jezusa Chrystusa)
- Statolatria – deifikacja władcy lub władz państwowej (będącego lub będącej wcieleniem czy przedstawicielem bóstwa)
- Fetyszyzm – deifikacja dotycząca przedmiotów materialnych (fetyszy) poprzez przypisanie im mocy nadprzyrodzonych czy nadnaturalnych lub określenie ich jako miejsca przebywania duchów zmarłych albo bóstw
- Astrolatria – fetyszyzm ciał niebieskich
- Zoolatria (animalizm) – deifikacja wobec zwierząt